# 5314 Wilkickia
5314 Wilkickia (1982 SG4) là một tiểu hành tinh vành đai chính được phát hiện ngày 20 tháng 9 năm 1982 bởi N. S. Chernykh ở Nauchnyj.